# Teresa Lodi

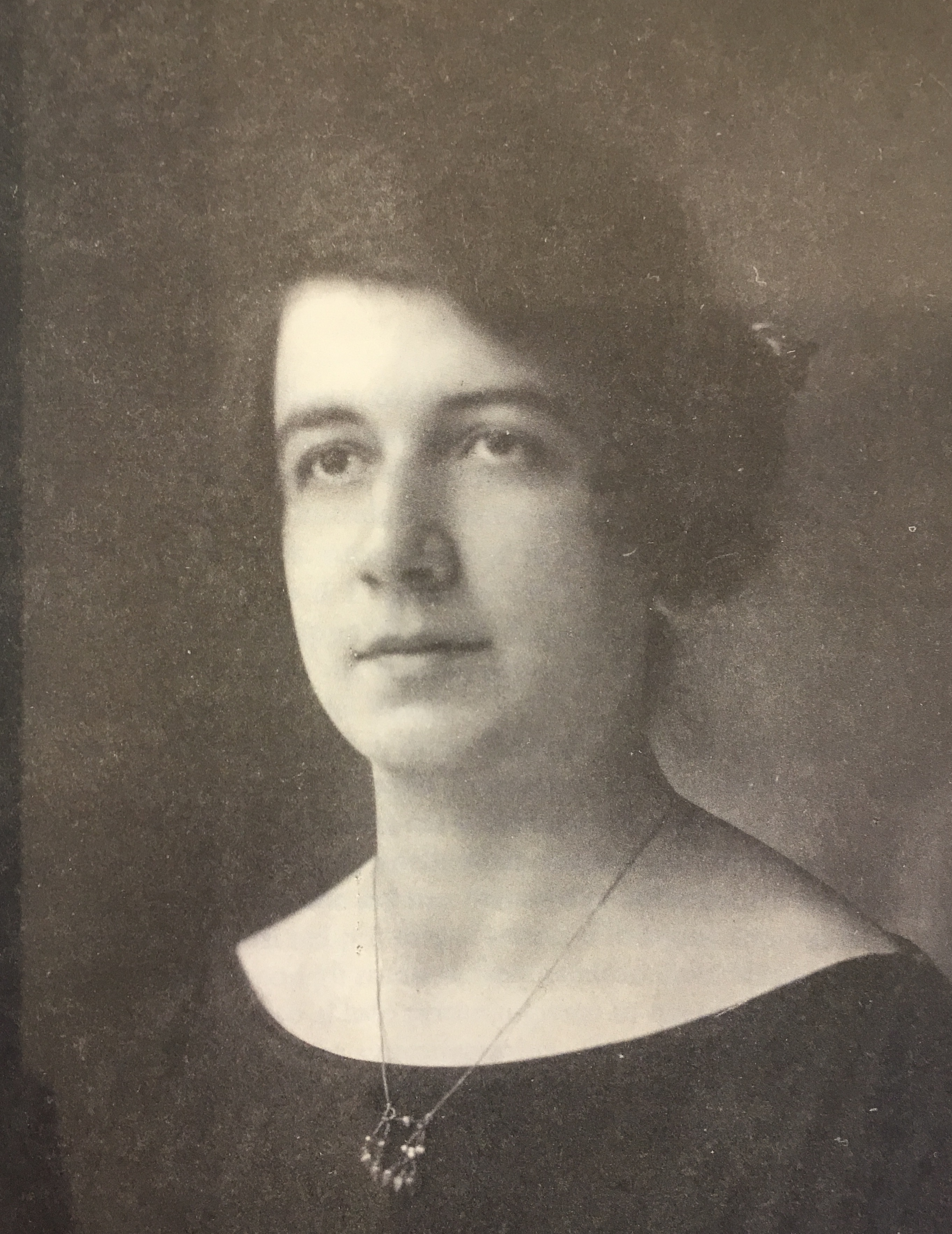
Undatierte Fotografie Lodis

Teresa Lodi (* 13. Juni 1889 in Ferrara; † 7. April 1971 in Ancona) war eine italienische Bibliothekarin, Papyrologin und Paläographin.

## Leben und Leistungen
Teresa Lodi stammte aus einer jüdischen Familie. 1903 zog die Familie nach Ancona, weil der Vater dort Direktor des Königlichen Postamtes geworden war. Nach der Erlangung der Hochschulreife studierte sie am Istituto di Studi Superiori di Firenze, der späteren Universität Florenz. Dort gehörte sie zu den Schülerinnen von Girolamo Vitelli, dem Begründer der Papyrologie in Italien und somit zur zweiten Generation von papyrologisch geschulten Altertumswissenschaftlern. Weitere wichtige Lehrer waren Pasquale Villari, Luigi Schiaparelli, Enrico Rostagno und Ermenegildo Pistelli. Zu ihren Mitstudentinnen gehörte Anita Mondolfo. Nach dem Studienabschluss 1911 in Klassischer Philologie und dem Erwerb eines weiteren Spezialisierungsdiploms für Papyrologie bei Vitelli im Jahr darauf ging Lodi im April 1913 als Hilfsbibliothekarin an die Zentralbibliothek von Florenz. Zur Bewerbung entschloss sie sich aufgrund eines Hinweises von Mondolfo, die schon seit 1909 die Stelle einer Hilfsbibliothekarin an der Bibliothek bekleidete. Dort arbeitete sie in der Abteilung für Manuskripte und seltene Bücher, die sie später auch leitete. Lodi machte in den 1920er Jahren schnell Karriere, im Mai 1924 wurde sie zur Bibliothekarin, im Juni 1926 zur Oberbibliothekarin ernannt. Als eine lombardische Soprintendenze bibliografiche gegründet wurde, wurde Lodi zu deren Inspektorin ernannt. 1933 wurde sie zur Direktorin der Biblioteca Medicea Laurenziana berufen, einer wegen des großen Bestandes an Manuskripten überaus bedeutenden Bibliothek von Weltruf. Sie blieb bis zu ihrem Gang in den Ruhestand 1955 für 22 Jahre in der Position. Schwierig wurde es zeitweilig für Lodi, als die Rassengesetzgebung zum Tragen kam. Da sie aber getauft war, konnte sie, anders als Mondolfo in der Zentralbibliothek, ihre Stelle behalten, stand aber gleichwohl zeitweise unter Beobachtung.
Als Papyrologin wurde Lodi schon früh von Vitelli zu Arbeiten herangezogen. Zwischen ihm und Lodi entstand eine enge, freundschaftliche Zusammenarbeit, die sich auch darin zeigte, dass Vitelli mehrere seiner Arbeiten Lodi widmete. In der Laurenziana entfaltete Lodi eine große Wirkung. Sie kuratierte mehrere bedeutende Ausstellungen, so zum Gründer der Bibliothek Lorenzo „der Prächtige“ im Jahr 1949, ein Jahr später zur Papyrologie, 1952 zu den Zeichnungen und Manuskripten Leonardo da Vincis und 1954 zu Angelo Poliziano. Sie setzte sich sowohl als Papyrologin, als auch als Bibliothekarin mit den Beständen der Bibliothek auseinander. Ihre Bedeutung zeigt sich auch darin, dass sie von 1946 bis 1951, also in den schwierigen Nachkriegsjahren, Präsidentin der Associazione italiana biblioteche, des Italienischen Bibliotheksverbandes, war, dem sie seit der Gründung 1930 angehört hatte. 1948 wurde sie in die Consiglio superiore delle accademie e biblioteche, den Obersten Rat der Akademien und Bibliotheken, berufen. Aufgrund ihrer großen Kenntnisse des Werkes von Niccolò Tommaseo wurde Lodi in das Komitee für die Herausgabe seiner Werke berufen.
Lodis brieflicher Nachlass befindet sich heute in der Laurenziana. Dabei handelt es sich um eine etwa 2000 Briefe umfassende Korrespondenz mit Wissenschaftlern aus aller Welt. Der Teil ihrer Privatbibliothek, der sich mit der Papyrologie und der griechischen Literatur befasste, ging an das Istituto papirologico „Girolamo Vitelli“ der Florentiner Universität, die übrige Bibliothek wurde auf die Stadtbibliotheken von Civitanova Marche und Ancona aufgeteilt. Ihre wissenschaftlichen Aufzeichnungen zu Angelo Poliziano und Ugo Foscolo gingen an die Fondazione Giorgio Cini.

## Publikationen (Auswahl)
- Catalogo della mostra storica del libro illustrato in palazzo vecchio a firenze Istituto. Italiano del Libro, 1927.
- Enrico Rostagno. Fratelli Palombi, Rom 1942.
- mit Enrico Rostagno: I codici ashburnhamiani della r. biblioteca mediceo-laurenziana di firenze. 1.6. La libreria dello Stato, 1948.
- La vera storia di un presunto cimelio cinquecentesco. Il cosidetto torchio della tipografia medicea orientale. Fratelli Palombi, Rom 1949.
- Il Catalogus scriptorum florentinorum di Giambattista Doni. Olschki, Florenz 1961.